# Хоф-бай-Штраден
Хоф-бай-Штраден (нем. Hof bei Straden) — коммуна (нем. Gemeinde) в Австрии, в федеральной земле Штирия. 
Входит в состав округа Радкерсбург.  Население составляет 881 человек (на 31 декабря 2005 года). Занимает площадь 17,18 км². Официальный код  —  61508.

## Политическая ситуация
Бургомистр коммуны — Рихард Пок (BLH) по результатам выборов 2005 года.
Совет представителей коммуны (нем. Gemeinderat) состоит из 9 мест.
- АНП занимает 4 места.
- местный список: 3 места.
- СДПА занимает 2 места.